# Justicia chimboracensis
Justicia chimboracensis är en akantusväxtart som beskrevs av Wassh.. Justicia chimboracensis ingår i släktet Justicia och familjen akantusväxter. Inga underarter finns listade i Catalogue of Life.